# Robert Schmalz
Robert Schmalz (* vor 2003) ist ein deutscher Synchronsprecher aus Berlin, der vor allem als Stimme der Sitcom-Figuren Zack und Cody, gespielt von Dylan und Cole Sprouse, bekannt ist.

## Sprechrollen

### Filme
- 2003: in Ich, Caesar. 10 ½ Jahre alt, 1,39 Meter groß (als Morgan Boulanger)
- 2009: in Die Zauberer an Bord mit Hannah Montana (als Cody Martin, Zack Martin)
- 2011: in Zack & Cody – Der Film (als Cody Martin, Zack Martin)

### Serien
- 2008: in Immer wieder Jim (als Cole und Dylan Sprouse)
- 2002–2005: in Elfen Lied (als Kohta (Kind)' Hitomi Nabatame)
- 2003–2006: in Hope & Faith (als Justin Shanowski)
- 2005–2008: in Hotel Zack & Cody (als Cody und Zack Martin)
- 2006–2009: in Alle hassen Chris (als Joey Caruso)
- 2008–2011: in Zack & Cody an Bord (als Cody und Zack Martin)